# Дендритска ћелија
Дендритске ћелије од (грч. dendron - дрво), су посебне врсте ћелија које имају разгранате цитоплазматске продужетке и настају у коштаној сржи (углавном од мијелобласта а мањим делом од лимфобласта). Постоје у свим ткивима и органима са изузетком мозга и рожњаче и формирају разгранату мрежу којом се хватају различити антигени.
У епидерму коже постоје као Лангерхансове ћелије – незреле или неактивиране ћелије). Када незреле дендритске ћелије прихвате неки антиген, губе своје разгранате цитоплазматске продужетке и са лимфом долазе до секундарних лимфоидних органа где окружују лимфоците међусобно се додирујући цитопалзматским продужецима – интердигиталне ћелије.
Као чувари, дендритске ћелије патролирају телом тражећи „стране завојевач“е, без обзира да ли су бактерије, вируси или опасни токсини. Након евидентирања „окупатора“, који се најчешће називају антигени, дендритске ћелије их претварају у мање комаде прикупљајући антигенске фрагменте на својој мобилној површинама. Дендритске ћелије потом путују до лимфних чворова или слезине где подстичу друге ћелије имуног система да енергично одговоре, посебно Б ћелије које чине антитела да неутралишу нападаче и покрену посебне врсту ћелија „Т-убице“ да крену у напад и униште их. Најновија истраживања показала су да су дендритске ћелије подједнако одговорне и за, наизглед, супротну улогу у здрављу под називом имунотолеранција, која успорава „опасне“ ћелије имуног система и спречава их да нападну безопасне материје или сопствена ткива у телу.
Имајући у виду ове функције дендритских ћелија, не изненађује да су предмет многих истраживања у медицини. Колико је велики значај дендритиских ћелије у будећем савременом лечењу и стимулацији имуног система, најбоље говори чињеница да је Ралф Стајнман заједно са Брусом Бојтлером, америчким имунологом и генетичарем, и Жилом Офманом, француским биологом, добио Нобелову награду за физиологију или медицину за 2011. управо за "откриће дендритских ћелија и њихове улоге у адаптивном имунитету").

## Историја
Истраживања након открића дендритских ћелија, које су препознате као контролори, креатори и ограничавајући фактори имунитета, пре тридесет пет година, значајно су изменила имунологију као науку и њену повезаност са многобројним лековима. А све је почело открићем Пола Лангерханса студент медицине у Немачкој, који је први 1868. описао богату мрежу дендритисних ћелија у епидермалном слоју коже. За које се због њиховог облика Лангерханс сматрао да су део нервног система. Нешто касније, дендритске ћелије су откривене и у површном слоју дисајних путева и црева, у лимфоидним или имуним органима, као интерфејс између наших тела и околине у којима су „чувари“ органиазма који функционишу као узорак протеина и честица из околине.
Године 1957, Френк М. Бaрнет (Frank Macfarlane Burnet) предложио је теорију клонске селекције. Један од темељних принципа те теорије је да лимфоцити одговарају на антигене само ако су компатибилни са њеним рецепторе. Међутим, теорија Френка М. Бaрнета није објаснила механизме уз помоћ којих је антиген представљен за покретање имуног одговора.
Требало је да од Лангерхансовог открића прође више од сто година и да 1973. на Универзитету Рокфелер Ралф Стајнман и Занвил Кон започну модерног доба дендритичних ћелија и да коначно науке покаже да су дендритске ћелије нова класа белих крвних ћелија са бројним способностима карактеристикама и функцијама. У то време, Стајнман и Кон су проучавали ћелије слезине како би схватили индукцију имуног одговора у главном лимфном органу миша. Они су били из истраживања у другим лабораторијама упознати да је су за развој имунитета у мишјој слезина потребни и лимфоцити али и „ћелијски прибор“, које је до тада био непознатог идентитета и функције. За тај „ћелијски прибор“ се мислило да је специфичан макрофаг, али упркос великим лабораторијском искуство са макрофагом, Стајнман и Кон су пронашли популације ћелија са необичним облицима и покретима које нису раније видели. Зато што су те ћелије необичног облика сличног дрвету или „дендрону“ од грч. речи dendron - дрво, Стајнман их је назвао „дендритске ћелије."
До 1979, Стајнман је научио да обогати малобројне дендритске ћелија (које обично чине један одсто ћелија у слезини). Када је добио довољну количину ћелија високог степена чистоће, функционална студије нових ћелија је могла да почне. Ове студија открила је потентну и стимулативну улогу у функцијонисању имуног система. Упоредиве дендритске ћелије Стајнман је пронашао у многим органима животињских врста, укључујући и у људску крви и идентификовао подскупове дендритичних ћелије, од којих сваки има на својој површини маркере. Дендритске ћелије су виђени у Т-ћелијама у области органа лимфног система, идеалног места за покретање имунитет.
Од тог времена лабораторије широм света почеле су да проучавају дендритске ћелије и докажу њихове моћне имуно подстицајне функције. Након бројних студија откривено је порекло дендритске ћелије из коштане сржи, где се њихов развој пратити кроз правац деоба макрофага и гранулоцита.
До 1992, Стајнманово, откриће и његова хипотеза о кључној улози дендритисних ћелија у стварању имуног одговора није било широко прихваћено у Европи и Јапану, а неки научници сматрали су га ирелевантним или чак експерименталним артефактом. Међутим када је Стајнман касније развио методе за генерисање великог броја дендритских ћелија и после низа експеримената, показао да су дендритске ћелије између 100 и 1.000 пута ефикасније у покретању имуног одговора ћелија које генерише слезина хипотеза је широко прихваћена. Од тада, Стајнман и други истраживачи показали су високу ефикасност дендритске ћелије у подстицању цитотоксичности Т-лимфоцита и одговору антитела. У овом тренутку, дендритске ћелије су спремне и доступне за ћелијске и молекуларне биологе, а њихове студије ће у великој мери проширити истраживања дендритиских ћелија, чији физиолошких капацитети и данас показују многа изненађења.
Нажалост, Ралф Стајнман је умро 30. септембра, 2011, само неколико сати пре званичног објављивања да је један од три добитника Нобелове награде за физиологију или медицину за 2011, управо за откриће дендритских ћелија. Додела ове награде тиме је постала коначно и највеће признање Стајнману за његово животно дело.
Нучници заслужни за откриће дендритских ћелија
- Пол Лангерханс (1868)
- Франк Бурнет (1957)
- Ралф Стајнман (1973)

## Морфолошке карактеристике и подела
- Хистологија: дендритске ћелије поседује дуге наставке сличне дендритима (гранама), по чему су и добиле назив.
- Порекло: дендритске ћелије воде порекло из коштане сржи
- Намена: дендритске ћелије хватају, прерађују и презентују антигене, бактерије, вирусе и токсине. Пре него што дендритске ћелије могу да обавље своју главну функцију, и покрену имуни одговор мора да се одиграју два догађаја; обично су то миграција и сазревање.
- Локација: дендритске ћелије се налазе у лимфним органима, у епителу коже и гастроинтестиналном, респираторном тракту и у већини паренхимских органа.

| Зреле дендритске ћелије (хватање и прерада антигена) | Незреле дендритске ћелије (презентација антигена Т лимфоцитима и костимулација) | Фоликулске дендритске ћелије |
| --- | ------------------------------------------------------------------------------- | --- |
| - Присутне у епителу коже, гастроинтестиналног и респираторног тракта (уобичајена улазна врата за микроорганизме) - Прототип незрелих дендритских ћелија су Лангерхансове ћелије у епидермису - Хватају протеинске антигене микроорганизама (интернализују их фагоцитозе или пиноцитозом). Поред тога, рецептори помоћу којих препознају микроорганизме преносе активациони сигнал у дендритским ћелијама. - Када је активирана, дендритска ћелија постаје мобилна и мигрира у регионалне лимфне чворове, где приказује антиген Т лимфоцитима - У току миграције ка лимфним чворовима дендритске ћелије сазревају да би постале ефикасне у презентацији Ag и стимулацији наивних Т лимфоцита | - Лимфни чвор (Т ћелијска зона, PARAKORTKS) - Слезина (Т ћелијска зона, PALS)   | - У фоликулима слезине и лимфних чворова - Немају MHC молекуле - Презентују антиген активираним Б лимфоцитима у току хуморалног имуног одговора - Значај за афинитетно сазревање Б лимфоцита |

## Функционалне карактеристике
Антигени се у лимфне чворове транспортују углавном преко лимфних судова. Микроорганизми у наш организам углавном доспевају преко коже и слузокожа. Зато су ова ткива богата дендритским ћелијама, које фагоцитују микроорганизме и затим их путем лимфе, транспортују до одговарајућих лимфних чворова. У лимфним чворовима дендритске ћелије напуштају лимфне судове и мигрирају у Т зоне. Крајњи ефекат овог процеса је нагомилавање антигена у лимфним чворовима и њихова презентација Т лимфоцитима. Б лимфоцити могу препознати и солубилни антигене који у лимфне чворове доспевају путем лимфе.
Слезина: је орган у којем започиње имуни одговор на антигене пореклом из крви. Састоји се из црвене и беле пулпе. Црвену пулпу чине васкуларни синусоиди окружени еритроцитима, макрофагима, дендритским ћелијама, плазмоцитима. Бела пулпа се састоји од малих артериола окружених великим бројем Т лилфоцита (периартериоларни лимфни омотач) за које су закачени лимфни фоликули богати Б лимфоцитима. Различите класе лимфоцита су у слезини сегреговане на сличан начин као у лимфним чворова и механимзам сегрегације је сличан у оба органа. Слезина је уједно и важан филтер крви, јер макрофаге црвене пулпе фагоцитују микроорганизме који су у слезину доспели путем крви. То је уједно место интезивне фагоцитозе опсонизованих микроорганизама.
Кожни и мукозни имуни систем. Организација лимфног ткива коже и слузокожа је веома слична. Основну ћелијску популацију епидерма чине кератиноцити, меланоцити, епидермалне Лангерхансове ћелије и интраепидермални Т ћелије. Лангерхансове ћелије су незреле дендриске ћелије. Након стимулације проинфламаторним цитокинима и фагоцитозе антигена ове ћелије мигрирају у дермис, а затим у лимфне судове и лимфне чворове. Интрадермални Т лимфоцити чине засебну популацију ЦД8 + Т лимфоцита (γδ) који представљају лимфоците специјализоване да препознају микроорганизме којима су улазна врата епителне површине. У дермису се налазе Т лимфоцити (ЦД4 + и ЦД8 +) и макрофаге. Т ћелије уобичајено експримирају маркере активираних и меморијских лимфоцта, као и ткивно специфичан маркер ((CLA-1 од енгл. Cutaneous Lymphocyte Antigen-1)кожни лимфоцитни Антиген-1) који омогућава накуплање ових ћелијау кожи. Слично кожи, лимфоцити се у мукози гастроинтестиналног и респираторног тракта налазе како у епителу (γδЦД8 + Т лимфоцити), тако и у субмукозном ткиву (активирани и меморијски ЦД4 + Т лимфоцити, активирани Б лимфоцити, макрофаге идендритске ћелије), али и у организованим колекцијама као што су Пајерове плоче и тонзиле. Слично лимфним фоликулима лимфних чворова и слезине, централне области ових региона су богате Б лимфоцитима, често са уочљивим герминативним центрима. У Пајеровим плочама се налазе и ЦД4 + Т лимфоцити (10-30%). Епител који належе на Пајерове плоче има специјализоване М ћелије, Које немају микровиле, али активно пиноцитују и транспортују интралуминални садржај у субепително ткиво. Основна улога ових ћелија је да допреме антигене до Пајерових плоча.
Дендритске ћелије уносе антигене углавном пиноцитозом преко рецептора за манозу – DEC 205 (јер немају способност фагоцитозе).
Готово сви вируси лако улазе у дендритске ћелије при чему користе домаћинов геном за синтезу својих протеина. Ти се протеини разграђују у цитоплазми дендритских ћелија и презентују Т -лимфоцитима а преко MHC молекула класе I. 
Стимулацијом од стране антигена или цитокина из околине (INFγ) експримирају велики број MHC молекула класе II и костимулатнорних молекула B7.